# Celina adusta
Celina adusta är en skalbaggsart som beskrevs av Guignot 1957. Celina adusta ingår i släktet Celina och familjen dykare. Inga underarter finns listade i Catalogue of Life.